# Вон, Фрэнк
Фрэнк Дж. (Фрэнки) Вон (англ. Frank J. «Frankie» Vaughn; 18 февраля 1902, Сент-Луис, Миссури — 9 июля 1959, Сент-Луис, Миссури) — американский футболист, крайний защитник. Был в заявке сборной США на чемпионат мира 1930 года, но на поле не выходил. Включён в Зал Американской Футбольной Славы.

## Карьера

### Клубная
Фрэнк Вон провёл футбольную карьеру в клубе «Бен Миллерс» в футбольной лиге Сент-Луиса. Более 10 лет он выступал за эту команду. В 1920 году Вон принял участие вместе с командой в международном турне в Скандинавию.

### В сборной
Фрэнк Вон вызывался в национальную сборную США и даже совершил с ней плавание на первый чемпионат мира в Уругвай. Однако Фрэнк не выходил на поле на турнире. Ему довелось принять участие лишь в нескольких товарищеских встречах с южноамериканскими командами после окончания чемпионата. Поскольку эти игры не считались официальными, в статистике выступлений Фрэнка нет игр, проведённых в футболке национальной сборной.